# Richard Keith Sprigg
Richard Keith Sprigg (1922) is een Brits doctor in de linguïstiek, met als specialisatie de fonologie van Aziatische talen. Hij schreef een groot aantal werken en recensies.
Sprigg werd opgeleid door John Rupert Firth en is lid van de eerste generatie van professionele Britse linguïsten. Hierdoor was Sprigg ook bepleiter van de prosodische fonologische methode van Firth.
Sprigg werkte aan verschillende Tibeto-Birmaanse talen waaronder Lepcha en verschillende Tibetaanse dialecten. Hij onderwees meerdere jaren aan de School of Oriental and African Studies, die onderdeel uitmaakt van de Universiteit van Londen.
Hij is gepensioneerd en leeft in Kalimpong, in het Noordoost-Indiase Sikkim. 